# Birger Ljungström
Birger Ljungström (n. 1872, Stockholm -  d. 1948) a fost un inginer suedez.
La numai 16 ani, a inventat, proiectat și construit o bicicletă cu roata din față liberă și cu sistem de frânare pe roata din spate, prin rotirea spre înapoi a pedalelor, sistem care este și astăzi utilizat la multe biciclete. Prototipul a fost construit în 1892, după care a intrat în producție de serie sub denumirea de Svea.
Împreună cu fratele său Fredrik Ljungström (1875-1964) au inventat noi tipuri de cazane de înaltă presiune, precum și un nou tip de turbină cu abur, în contracurent radial, patentată în 1894 sub denumirea de Turbina Ljungström.
Alte invenții importante au fost locomotiva cu turbină și preîncălzitorul de aer regenerativ (1920). Primul exemplar produs industrial a fost instalat în Suedia, într-o fabrică de ciocolată. Preîncălzitorul de aer constă dintr-un schimbător de căldură rotativ, care crește eficiența conversiei cazanelor cu abur, prin transferul căldurii gazelor de evacuare fierbinți către aerul proaspăt, introdus pentru susținerea arderii. Peste 20 000 de preîncălzitoare de aer sunt în funcțiune în prezent, iar firma Svenska Rotormaskiner din Stockholm continuă producția acestora.